# دانیل پیرومیان
دانیل پیرومیان نام کامل دانیل بِک-پیرومیان (به ارمنی: Դանիել Բեկ-Փիրումյան)، (به انگلیسی: Daniel Bek-Pirumian) (زاده ۲۲ نوامبر ۱۸۶۱ میلادی، وفات ۱۹۲۱ میلادی)، یک فرمانده نظامی ارمنی با درجه سرهنگی بود.

## زندگی‌نامه
دانیل پیرومیان مدرسه عمومی خود را در شهر شوشی به پایان رسانید و خدمت سربازی خود را در سال ۱۸۸۱ در ایروان آغاز کرد. او در سال ۱۸۹۰ میلادی به درجه سروانی و در سال ۱۹۱۳ میلادی به درجه سرهنگی ارتقاء یافت. در طی این مدت او فرمانده گردان سوم از پیاده‌نظام ۱۵۳ م در ارمنستان غربی بود. دانیل پیرومیان در دو نبرد (نبرد سارداراباد، جنگ ارمنستان–ترکیه) به عنوان فرمانده ارتش انجام وظیفه کرد.

## مدال‌ها

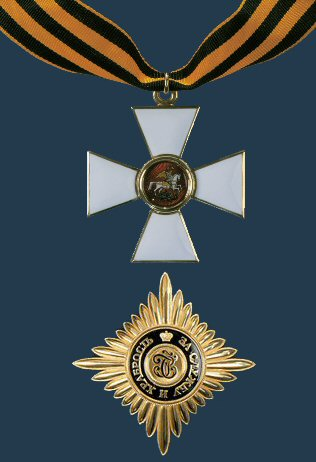
مدال سنت جورج
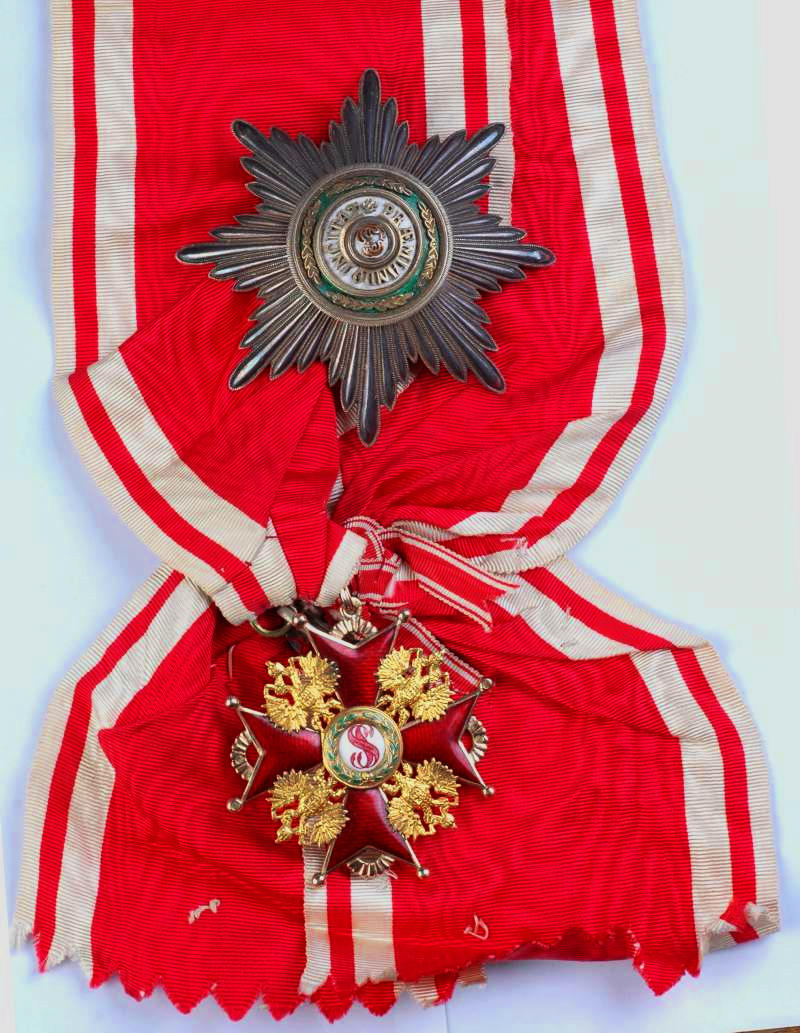
مدال سنت استانیسلاس
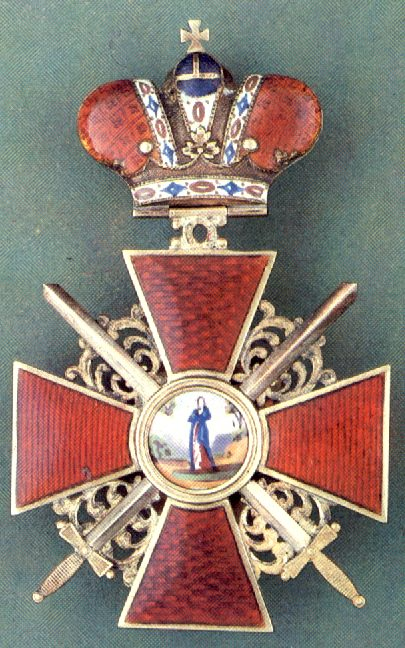
مدال سنت آنا
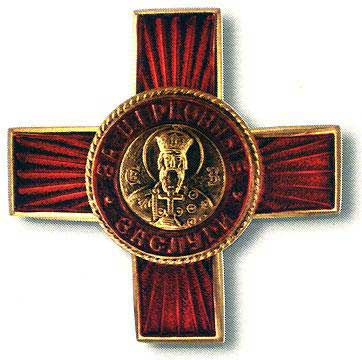
مدال سنت ولادیمیر
- مدال شمشیر طلا برای شجاعت

- مدال سنت جورج
- مدال سنت استانیسلاس
- مدال سنت آنا
- مدال سنت ولادیمیر